# Sistema di protezione termica dello Space Shuttle
Il sistema di protezione termica dello Space Shuttle è lo scudo termico che protegge l'orbiter durante il rientro atmosferico alla fine di una missione, quando si raggiungono temperature di 1650 °C. Inoltre, costituisce anche una barriera dal freddo dello spazio mentre lo Shuttle è in orbita. Esso ricopre completamente la superficie dello Shuttle, ed è costituito da sette diversi materiali a seconda della protezione termica richiesta in una particolare parte del velivolo.
Lo scudo termico dello Shuttle ha tre caratteristiche che lo distinguono da quelli usati in precedenza:
1. riutilizzabile: le navette precedenti utilizzavano uno scudo termico ablativo, che si distruggeva al rientro atmosferico e non poteva essere riutilizzato. Lo Shuttle, che è un velivolo riutilizzabile, richiede uno scudo termico anch'esso riutilizzabile.
2. leggero: gli scudi ablativi usati in precedenza erano molto pesanti. Ad esempio quello impiegato nel modulo di comando Apollo rappresentava un terzo della massa totale del velivolo. Lo Shuttle possiede un'area molto più estesa rispetto alle navette precedenti, quindi lo scudo termico doveva essere leggero
3. fragile: l'unica tecnologia nota all'inizio degli anni settanta con le caratteristiche di peso e protezione richieste è anche piuttosto fragile a causa della sua bassa densità.

## Tipi di materiali
I materiali utilizzati sono:

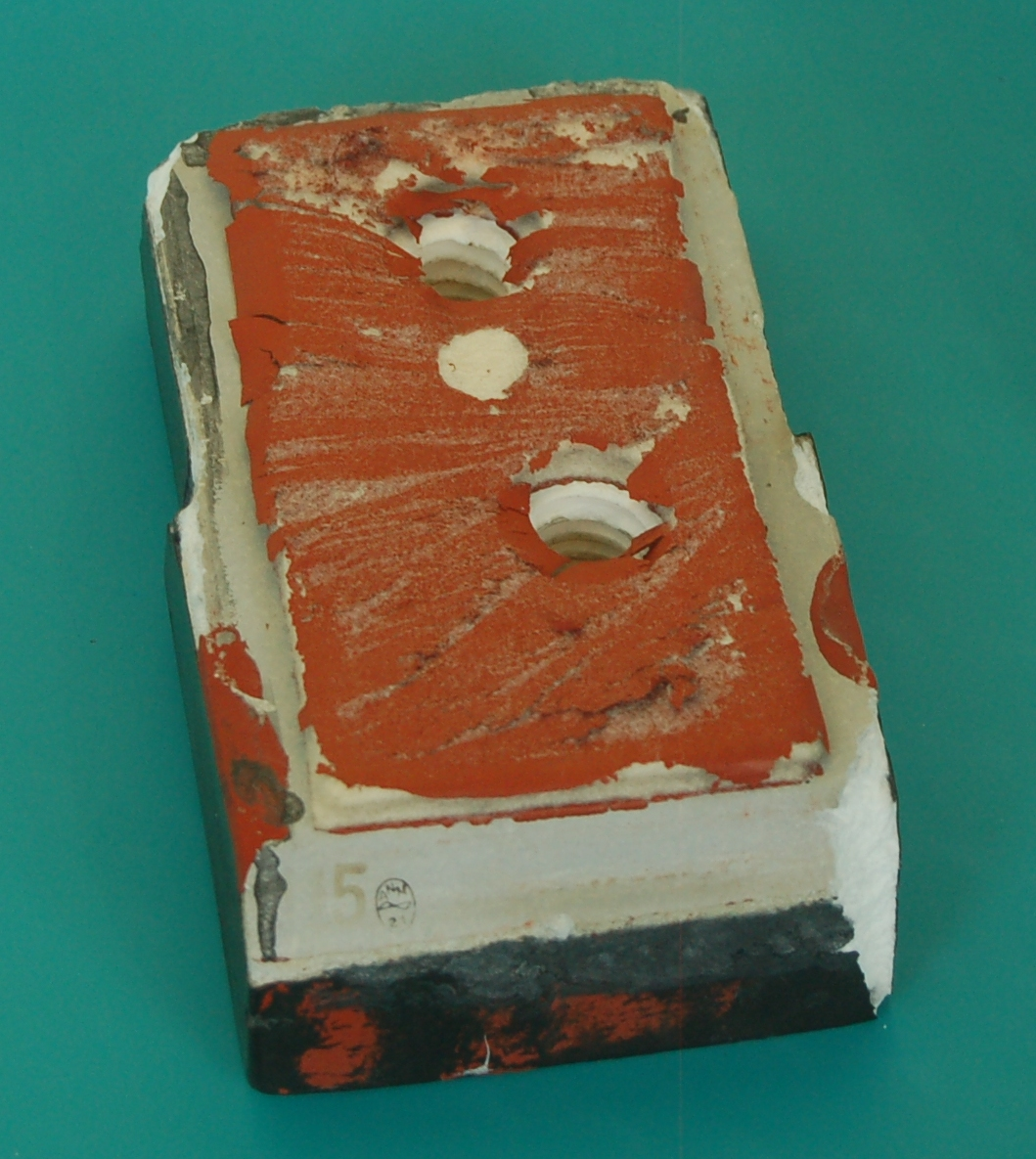
Mattonella in silicio dello Shuttle Atlantis

- RCC (Reinforced Carbon-Carbon): usato nella parte anteriore e nel bordo d'attacco delle ali; sopporta temperature superiori a 1269 °C
- HRSI (High-temperature reusable surface insulation): utilizzato nella parte inferiore dell'orbiter; sopporta temperature fino a 1260 °C
- FRCI (Fibrous refractory composite insulation): usato per aumentare la forza, la resistenza e la durata dello strato protettivo. Alcune mattonelle HSRI sono state sostituite con altre costituite di questo materiale.
- AFRSI (Advanced flexible reusable surface insulation): isolante flessibile, sopporta temperature fino a 649 °C
- LRSI (Low-temperature Reusable Surface Insulation): utilizzato in precedenza ma ora sostituito quasi completamente dal materiale AFRSI
- TUFI (Toughened unipiece fibrous insulation): materiale resistente utilizzato in varie regioni dell'orbiter
- FRSI (Felt reusable surface insulation): sopporta temperature fino a 371 °C

Ogni materiale ha caratteristiche diverse, tra cui un certo grado di resistenza al calore, di resistenza all'impatto e peso. Esse determinano la posizione, la quantità e il tipo di materiale utilizzato.
Il sistema di protezione termico è costituito da diversi tipi di protezione, che possono essere suddivisi principalmente in due categorie: sistemi che utilizzano mattonelle e sistemi che non le utilizzano. Il criterio di selezione di un materiale consiste principalmente nello scegliere il materiale più leggero tra quelli che forniscono la protezione richiesta in una data regione dello Shuttle. In alcuni casi tuttavia, si deve utilizzare materiali più pesanti, poiché resistono meglio agli impatti, oppure materiali con manutenzione più leggera.
La maggior parte dell'orbiter è ricoperto da mattonelle in silicio, ricavato da sabbia di quarzo molto puro. L'isolamento impedisce il trasferimento di calore alla struttura sottostante in alluminio dell'orbiter. Sono presenti circa 31000 mattonelle uniche, che sono situate individualmente in una precisa posizione.
Le mattonelle non sono assicurate meccanicamente al velivolo, ma incollate. Poiché il materiale è fragile e non può piegarsi, le mattonelle sono incollate tramite un adesivo in silicone ad uno strato in Nomex, che è a sua volta incollato alla struttura sottostante. In questo modo le mattonelle sono isolate dalle flessioni ed espansioni dell'orbiter.

### Tipi di mattonelle

#### High-temperature reusable surface insulation (HRSI)
Le mattonelle HRSI (di colore nero) forniscono protezione per temperature fino a 1260 °C. Sono presenti 20 548 mattonelle di questo materiale che coprono i portelli del carrello d'atterraggio, le connessioni con il serbatoio esterno e tutta la superficie inferiore dell'orbiter. Esse sono utilizzate anche nella parte superiore della fusoliera anteriore, nelle regioni dell'Orbital Maneuvering System, sul bordo anteriore dello stabilizzatore verticale, nei bordi posteriori degli elevoni e nella parte superiore della superficie degli ipersostentatori. Generalmente queste mattonelle sono quadrate con un lato di 152 mm, e composte da fibre (10%) di silicio (purezza 99,8%) e da vuoto (90%) e sono caratterizzate da una struttura ceramica. L'alta percentuale di vuoto causa una bassa densità (144 kg/m³), rendendole sufficientemente leggere e resistente alle alte accelerazioni. Queste mattonelle hanno un aspetto vetroso poiché sono rivestite di vetro in tetrasilicide e borosilicato.
Le mattonelle HRSI sono utilizzate assieme a materiali più resistenti, e sono progettate per proteggere sia dalle temperature estremamente basse (come nello spazio) a temperature estremamente alte durante il rientro.

#### Fibrous Refractory Composite Insulation Tiles (FRCI)
Queste mattonelle di colore nero possiedono una maggiore resistenza, durata, forza e hanno un peso inferiore alle mattonelle HRSI. Alcune mattonelle HRSI sono state sostituite con altre di tipo FRCI.

#### Toughened unipiece fibrous insulation (TUFI)
Queste mattonelle più resistenti e robuste sono entrate in uso nel 1996. Una versione di esse è di colore nero e sono utilizzate nella parte inferiore dell'orbiter, mentre un'altra versione è di colore bianco e sono usate per la parte superiore. Le mattonelle di tipo bianco sono molto più resistenti agli impatti rispetto alle altre, ma conducono maggiore calore, quindi possono essere utilizzate solo nella parte superiore degli ipersostentatori e nella zona dei motori principali. Le versioni nere forniscono maggiore isolamento dal calore e sono adatte per la parte inferiore dell'orbiter ma hanno un peso superiore, quindi il loro utilizzo è ristretto in aree specifiche.

#### Low-temperature reusable surface insulation (LRSI)
Di colore bianco, ricoprono la parte superiore delle ali nei pressi del bordo anteriore. Inoltre sono usate in alcune zone della fusoliera, nella coda verticale e nei pressi del sistema OMS/RCS. Proteggono le zone che raggiungono temperature fino a 649 °C, sono di forma quadrata con lato di circa 203 mm e hanno un rivestimento di composti di silicio e ossido d'alluminio.
Sono riutilizzabili fino a 100 missioni, e vengono attentamente ispezionate nell'Orbiter Processing Facility dopo ogni missione.

#### Gap filler
Tra le mattonelle LRSI esistono degli interstizi (gap), necessari a causa dell'espansione termica tra la mattonella e la superficie sottostante. Tuttavia i gap vengono riempiti con degli inserti detti Gap filler, per evitare un loro surriscaldamento dovuto alla formazioni di flussi causati da gradienti di pressione.
I materiali utilizzati sono fibre bianche AB312 o una copertura nera AB312 con fibre di allumina. Vengono utilizzati sul bordo delle ali, nel naso della parte anteriore della fusoliera, nel parabrezza e nel portello laterale, nel deflettore della fusoliera, nello stabilizzatore verticale e nello schermo dei motori principali.
I gap filler sporgenti sono un problema perché disturbano il normale flusso d'aria laminare sotto l'orbiter durante il rientro, che causa delle turbolenze a velocità minori. Un flusso d'aria turbolento risultante da una mescolanza di aria calda e fredda può avere conseguenze sulla temperatura dello Shuttle.

### Protezione senza mattonelle
I sistemi di protezione termico utilizzati che non sono composti da mattonelle sono:
- Advanced Flexible Reusable Surface Insulation (AFRSI): sviluppato dopo la costruzione del Columbia, è un materiale a bassa densità costituito da fibre di silicio di colore bianco. La maggior parte delle mattonelle LRSI sono state sostituite da rivestimenti AFRSI, poiché richiedono minore manutenzione conservando le stesse proprietà termiche.
- Reinforced Carbon-Carbon (RCC): è un materiale di colore grigio chiaro che sopporta temperature fino a 1510 °C e protegge i bordi anteriori delle ali e la parte del muso anteriore. Ogni ala possiede 22 pannelli RCC, di spessore variabile tra 6,35 mm e 12,7 mm. L'espansione termica e i movimenti laterali sono permessi da sigilli a forma di T.
- Nomex Felt Reusable Surface Insulation (FRSI): questo materiale flessibile e di colore bianco fornisce protezione a temperature fino a 371 °C ed è utilizzato per ricoprire la superficie superiore delle ali, i portelli della stiva di carico e la fusoliera anteriore.

### densità dei materiali
- RCC: 1 986 kg/m³
- HSRI: 352 kg/m³
- FRCI: 192 kg/m³
- LRSI: 144 kg/m³
- AFRSI: 144 kg/m³

## Problematiche

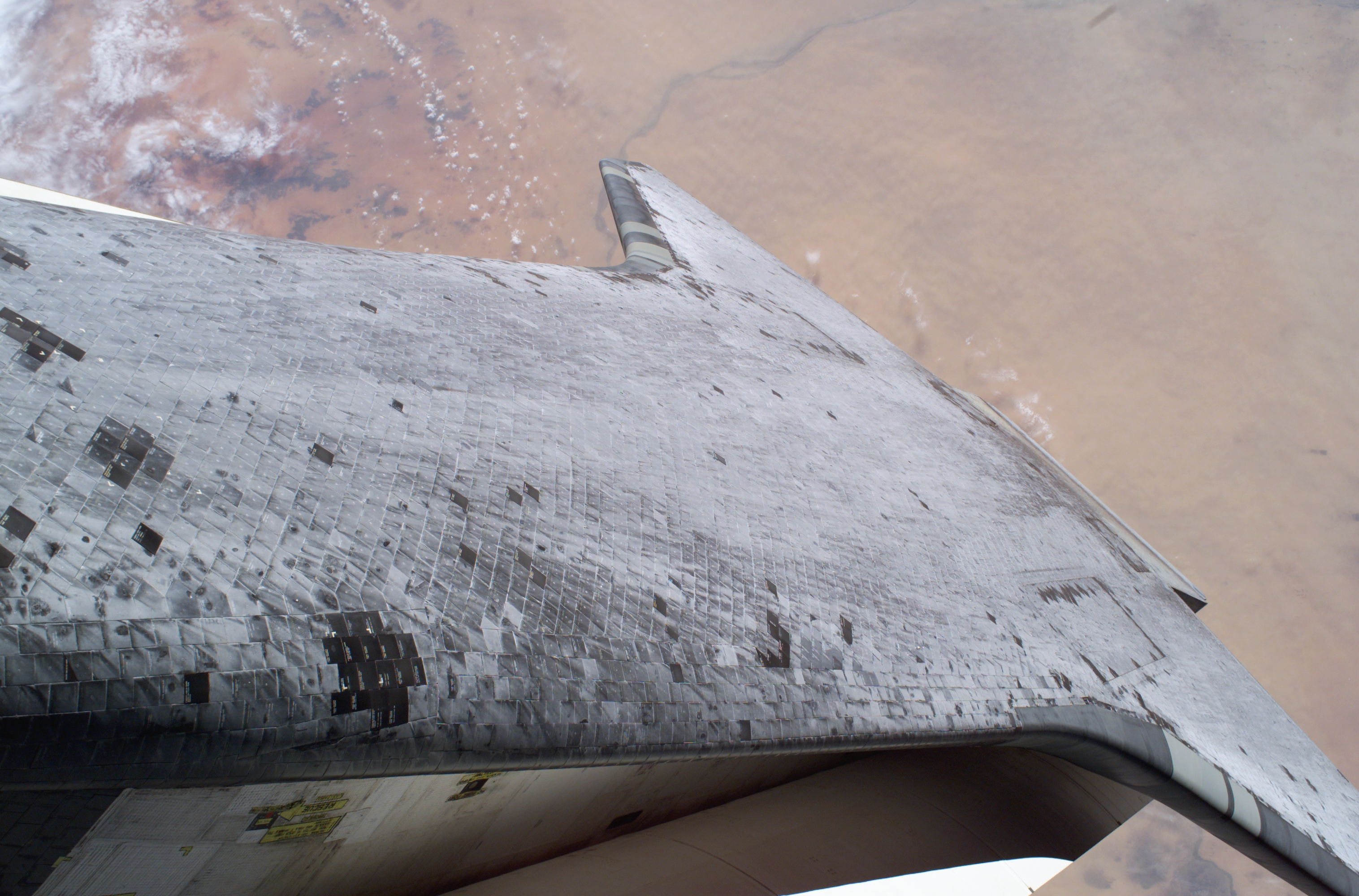
Superficie inferiore del Discovery, composta da migliaia di mattonelle HRSI

### Effetto "Zip"
Il sistema di protezione termico a mattonelle fu oggetto di preoccupazioni durante lo sviluppo dello Space Shuttle, principalmente per l'affidabilità dell'adesione delle mattonelle. Alcuni ingegneri ipotizzarono che, in caso di distacco di una mattonella, la pressione aerodinamica avrebbe strappato via tutte le altre. Inoltre altre situazioni problematiche potevano essere rappresentate dal ghiaccio o altri detriti che potevano impattare sulle mattonelle durante la salita.

### Riparazioni
Le preoccupazioni furono sufficientemente serie da sviluppare un kit di riparazione d'emergenza da utilizzare in orbita. Nel dicembre 1979 furono completati i prototipi e le procedure, che prevedevano un kit di riparazione e un sistema di propulsione chiamato MMU e sviluppato dalla Martin Marietta.
Era inoltre stata progettata una piattaforma di lavoro manovrabile che avrebbe assicurato l'astronauta equipaggiato con la tuta spaziale dotata di propulsione MMU. Circa un anno prima del primo lancio di una missione Shuttle del 1981, la NASA ha deciso che la tecnica di riparazione non valeva il rischio e l'addestramento aggiuntivo richiesto, quindi lo sviluppo del progetto venne terminato. Ulteriori studi indicarono che le mattonelle non si sarebbero distaccate facilmente, anche se nella prima missione alcune mattonelle si staccarono, ma fortunatamente non erano situate in zone critiche.

### Incidente del Columbia
Il 1º febbraio 2003 lo Space Shuttle Columbia è stato distrutto durante il rientro atmosferico a causa di un problema nel sistema di protezione termico. Un frammento di rivestimento del serbatoio esterno danneggiò un pannello RCC sul bordo anteriore dell'ala sinistra. Durante il rientro il calore riuscì a penetrare lo scudo termico e distrusse lo Shuttle, che si disintegrò.
Dopo il disastro, il sistema di protezione termico venne sottoposto a controlli e modifiche per due anni. Nel 2005 la missione STS-114 fu il primo volo Shuttle ad essere compiuto con le nuove procedure di sicurezza:
1. il lancio viene ripreso con telecamere, e i video sono analizzati per identificare eventuali frammenti che potrebbero aver colpito lo scudo termico (come nell'incidente del Columbia)
2. dopo il lancio, lo scudo termico dello Shuttle viene ispezionato con l'Orbiter Boom Sensor System, una estensione del braccio robotico dello Shuttle
3. prima dell'attracco alla Stazione spaziale internazionale, lo Shuttle effettua una manovra chiamata rendezvous pitch maneuver. Essa consiste di una rotazione di 360° in modo che gli astronauti della stazione possono riprendere delle immagini ad alta risoluzione dello scudo termico
4. le immagini vengono inviate ed analizzate da team di esperti che verificano l'integrità dello scudo termico
5. nel caso vengano rilevati danni critici, è previsto l'utilizzo di kit di riparazione e sostituzione dello scudo termico.
6. se i danni non possono essere riparati in orbita, è disponibile una missione Shuttle di recupero detta Launch on Need (LON) e indicata con il codice STS-3xx. Lo Shuttle danneggiato può essere fatto rientrare in modo automatico, senza equipaggio, mentre quello di recupero giunge sulla stazione per recuperare gli astronauti.